# Dorota Mroczkowska
Dorota Zofia Mroczkowska (ur. 1959) – polska inżynier technolog żywności, przedsiębiorca.

## Życiorys
Absolwentka Uniwersytetu Przyrodniczego we Wrocławiu (1985) oraz marketingu – Uniwersytet Ekonomiczny w Poznaniu (1995). Jest współwłaścicielką i prezesem manufaktury Doti (Manufaktura Draży Czekoladowych D.M. Mroczkowscy), którą założyła w 1991 wspólnie z mężem, Mariuszem. Tradycję rodzinną kontynuują córki, Magdalena i Weronika.
Należy do stowarzyszeń pracodawców i przedsiębiorców: Stowarzyszenie Przedsiębiorców Kąteckich (SPK), POPON i IFR.

## Nagrody i wyróżnienia
- 2015 – Srebrny Krzyż Zasługi za zasługi w działalności na rzecz osób potrzebujących pomocy i wsparcia[3].